# Đại lộ Monivong

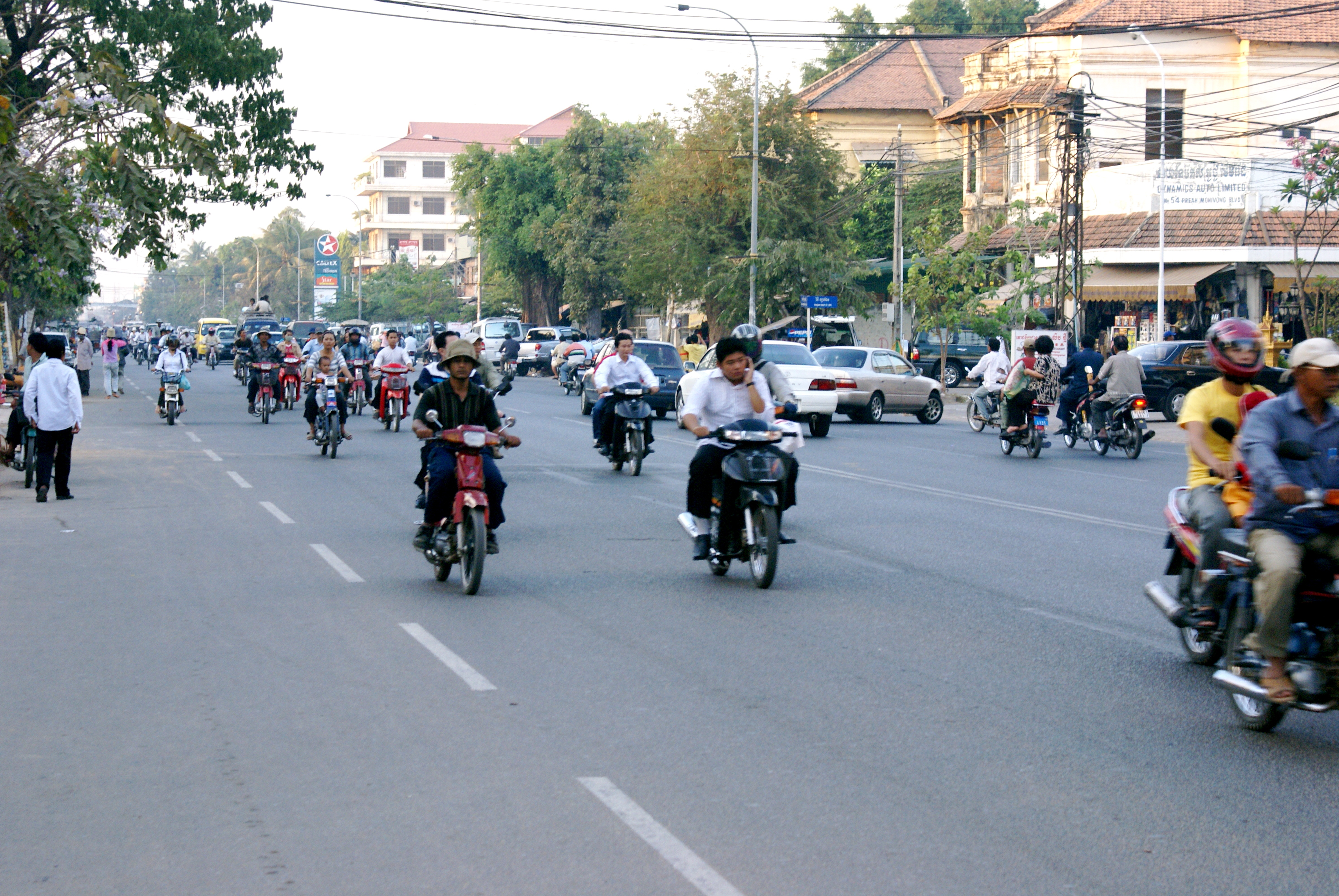
Ảnh chụp Đại lộ Monivong.

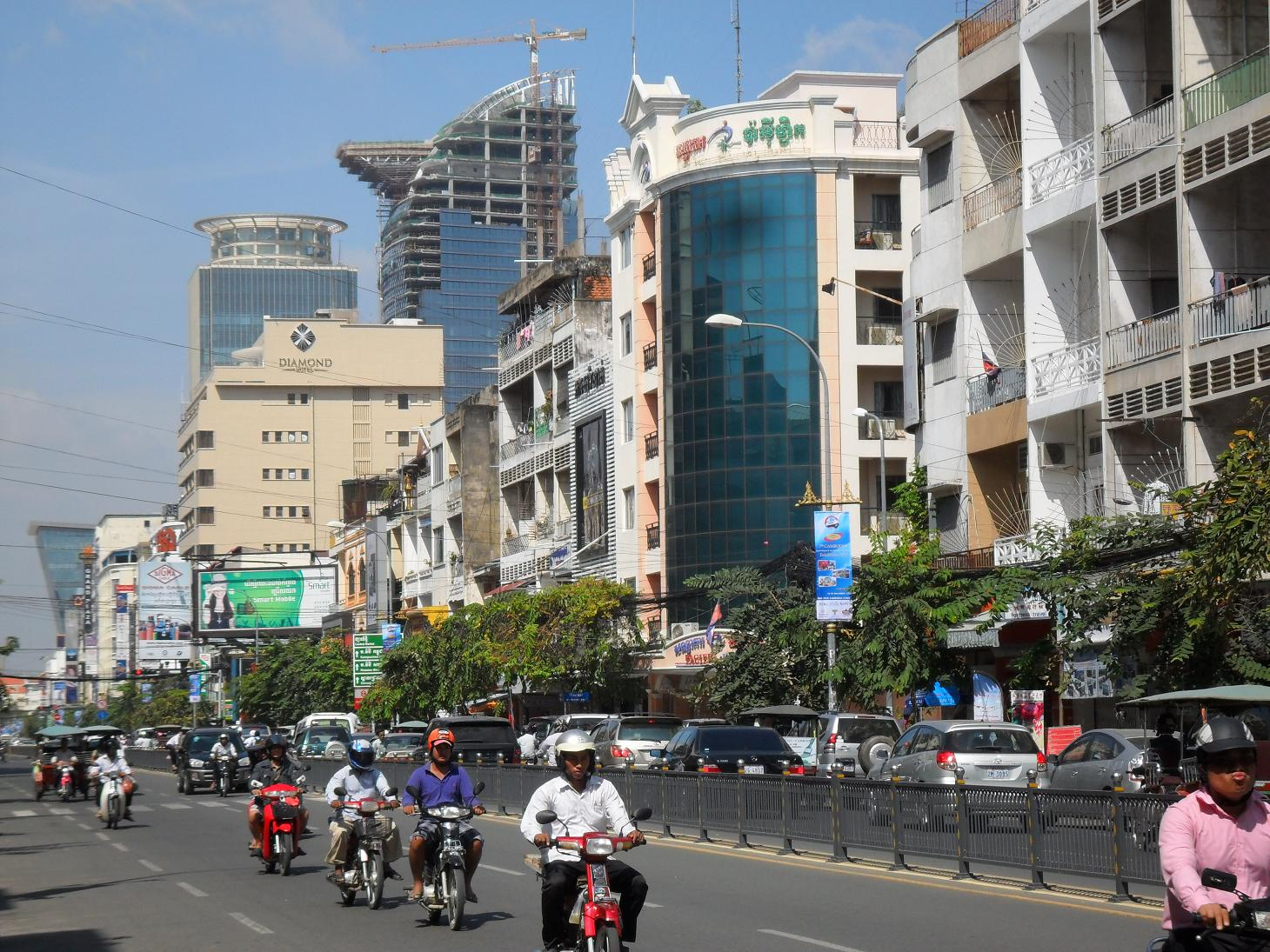
Dãy nhà trên đại lộ Monivong.

Đại lộ Monivong (tiếng Khmer: មហាវិថីព្រះមុនីវង្ស) là một đại lộ trung tâm và là con đường lớn đông người qua lại tại Phnôm Pênh, Campuchia.
Đại lộ được đặt theo tên của Quốc vương Campuchia Monivong. Hầu hết các con phố ở Phnôm Pênh đều đánh số chứ không được đặt tên và người dân nơi đây quen gọi Đại lộ Monivong là Phố 93. Đây là con đường băng qua Đại lộ Sihanouk nằm gần trung tâm của thành phố.

## Lộ trình
Đại lộ Monivong cắt ngang thành phố từ bắc vào nam.
Trục lộ chính theo hướng Bắc Nam khác nằm ở trung tâm thành phố là Đại lộ Norodom. Đối với phần lớn chiều dài con đường này, Đại lộ Monivong chạy song song với Đại lộ Norodom với khoảng cách 800 mét. Tuy vậy, hai đại lộ chính cuối cùng cũng nhập cuộc vào vòng xoay giao thông ở gần Cầu Monivong bắc qua sông Bassac ở phần phía nam Phnôm Pênh.
Khách sạn Phnôm Pênh và Ngân hàng Thương mại Phnôm Pênh đều nằm trên đại lộ này.